# William Croone

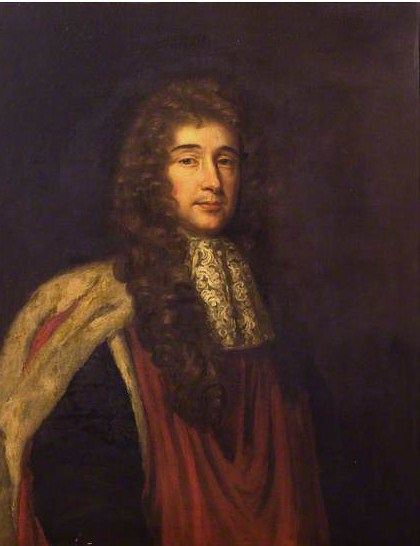
William Croone, Gemälde von Mary Beale 1680

William Croone (* 15. September 1633 in London; † 12. Oktober 1684) war ein britischer Arzt.

## Leben und Wirken
Croone war der Sohn des Kaufmanns Henry Croone. Er besuchte die Merchant Taylors’ School in London und studierte von 1647 bis 1650 am Emmanuel College der Universität Cambridge. 1651 erhielt er dort dem Bachelor-Abschluss und 1654 dem „Magister artium“. Er wurde Fellow seines College, 1659 Professor für Rhetorik am Gresham College in London und im Oktober 1662 Doktor der Medizin in Cambridge. 1665 besuchte er Frankreich.
Er war bereits seit 1663 für eine Mitgliedschaft am College of Physicians vorgesehen, wurde aufgrund der Warteliste aber erst 1675 aufgenommen. 1670 gab Croone seine Professur am Gresham College auf, da er als  Nachfolger von Charles Scarborough eine Anstellung als Dozent der Anatomie in der Surgeon’s Hall übernahm.
Am 20. Mai 1663 wurde er Mitglied („Original Fellow“) der Royal Society.

## Ehrungen
Ihm zu Ehren ist die Croonian Lecture benannt, die er in seinem Testament stiftete.

## Schriften
- De formatione pulli in ovo. Lateinische Studie.
- A Discourse on the Conformation of a Chick in the Egg before Incubation. In: Philosophical Transactions. London (Vortrag vom 2. März 1671).
- De ratione motus Musculorum. London 1664; Amsterdam 1667.